# Elizabeth Gilbert

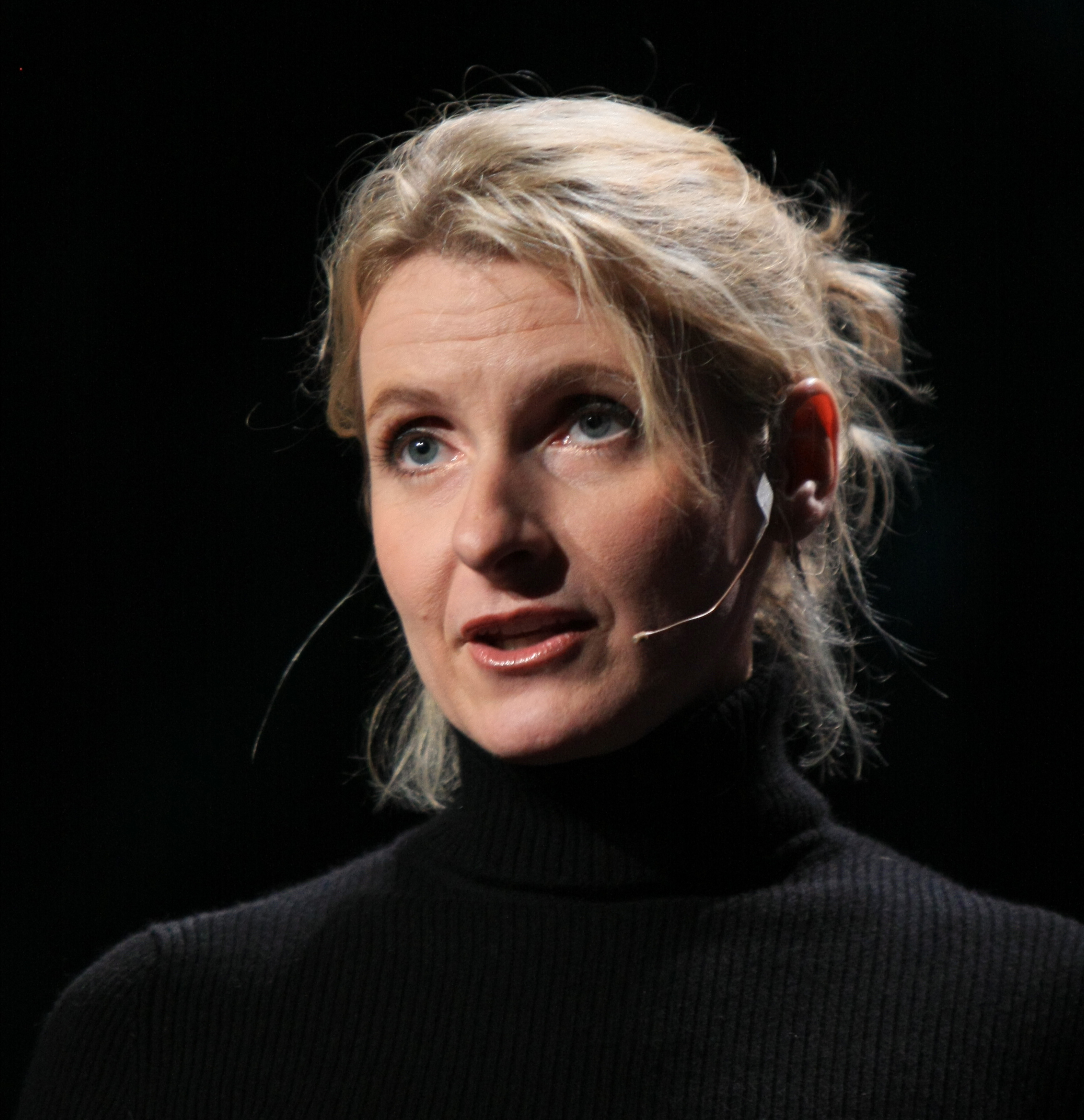
Elizabeth Gilbert bei TED, Februar 2009

Elizabeth Gilbert (* 18. Juli 1969 in Waterbury) ist eine US-amerikanische Schriftstellerin.

## Leben
Gilbert wuchs in Connecticut auf, wo ihre Eltern eine Weihnachtsbaumschule bewirtschaften. Sie hat eine ältere Schwester namens Catherine (verheiratet Catherine Murdock), die ebenfalls Schriftstellerin ist. Elizabeth Gilbert erwarb einen Bachelor-Abschluss in Politikwissenschaften an der New York University.
Für die Zeitschriften Spin und Gentlemen’s Quarterly (GQ) war sie als Kolumnistin tätig. Der New Yorker Bar „Coyote Ugly“ verhalf sie zu großer Aufmerksamkeit, als sie für GQ von ihren dortigen Erlebnissen als Barkeeperin berichtete. Ihre Erfahrungen bildeten die Grundlage für den Film Coyote Ugly.
Gilberts literarische Karriere begann im Jahr 1993, als die Zeitschrift Esquire eine ihrer Kurzgeschichten abdruckte. 1997 erschien der Kurzgeschichtenband Pilgrims (deutsch: Elchgeflüster, 1999), der mit dem Pushcart Prize ausgezeichnet wurde. Es folgte drei Jahre später der Roman Stern Men (deutsch: Der Hummerkrieg). The Last American Man, ihre Biographie des Naturabenteurers Eustace Conway, gelangte bis ins Finale des National Book Award von 2002. 
Der Reisebericht Eat Pray Love hat Gilberts Erlebnisse und „Selbsterfahrungsreise“ in der „Alten Welt“ vom Herbst 2003 bis zum Sommer 2004 zum Inhalt und wurde zwei Jahre nach ihrem Auslandsjahr veröffentlicht. Der Titel blieb auch in der deutschen Ausgabe unverändert, mit dem beigefügten Untertitel: Eine Frau auf der Suche nach allem quer durch Italien, Indien und Indonesien. Er verkaufte sich über sieben Millionen Mal und wurde in über 30 Sprachen übersetzt. Vier Jahre später wurde er mit Julia Roberts als Elizabeth in der Hauptrolle verfilmt (siehe Eat Pray Love).
Elizabeth Gilbert wohnt in Hudson Valley. Von 2007 bis 2016 war sie mit José Nunes verheiratet. In Eat Pray Love beschreibt sie, wie sie ihn am Ende ihrer Reise kennenlernte. Ab Juni 2017 war Gilbert mit der syrischstämmigen Musikerin und Filmemacherin Rayya Elias verheiratet, die im Januar 2018 ihrer Krebserkrankung erlag.

## Werke
- Elchgeflüster (Pilgrims, 1997)
- Der Hummerkrieg (Stern Men, 2000)
- Der letzte Amerikanische Mann (The Last American Man, 2002)
- Eat Pray Love, oder eine Frau, auf der Suche nach allem quer durch Italien, Indien und Indonesien. (2006), zuletzt Berlin Verlag, Berlin 2013, aus dem Amerikanischen von Maria Mill, ISBN 978-3-8333-0940-3.
- Das Ja-Wort. Wie ich meinen Frieden mit der Ehe machte, aus dem Englischen von Maria Mill, Berlin Verlag, Berlin 2010, ISBN 978-3-8270-0914-2, (Committed 2010)
- Das Wesen der Dinge und der Liebe (The Signature of All Things, 2013)
- Big Magic: Creative Living Beyond Fear.
  - Big Magic. Nimm dein Leben in die Hand und es wird dir gelingen. Fischer, Frankfurt 2017, ISBN 978-3-596-03493-2.
- City of girls. Fischer, Frankfurt 2020, ISBN 978-3-10-002476-3.